# CBRE
CBRE là một công ty đầu tư và dịch vụ bất động sản thương mại của Mỹ. CBRE viết tắt là viết tắt của Coldwell Banker Richard Ellis. Đây là công ty đầu tư và dịch vụ bất động sản thương mại lớn nhất thế giới (dựa trên doanh thu năm 2021).
Công ty được xếp hạng thứ 122 trong Fortune 500 và được đưa vào Fortune 500 hàng năm kể từ năm 2008. CBRE phục vụ hơn 90 trong số 100 công ty hàng đầu trong Fortune 100. Nó là một trong những công ty dịch vụ bất động sản thương mại "Big Four", cùng với Cushman & Wakefield, JLL và Colliers.

## Dịch vụ
CBRE cung cấp các dịch vụ cho cả người ở và nhà đầu tư vào bất động sản:
- Đối với khách thuê, CBRE cung cấp dịch vụ quản lý cơ sở vật chất, quản lý dự án, giao dịch (cả bán và cho thuê tài sản), dịch vụ tư vấn và định giá cùng các dịch vụ khác.

- Đối với các nhà đầu tư, CBRE cung cấp thị trường vốn (bán bất động sản, môi giới thế chấp thương mại, khởi tạo và cung cấp các khoản vay), cho thuê tài sản, quản lý đầu tư, quản lý tài sản, định giá và dịch vụ phát triển, trong số những dịch vụ khác.

## Tại Việt Nam
CBRE có hoạt động ở Việt Nam và đưa ra những nghiên cứu, báo cáo về thị trường bất động sản Việt Nam theo định kỳ .